# تجربة النيوترينو

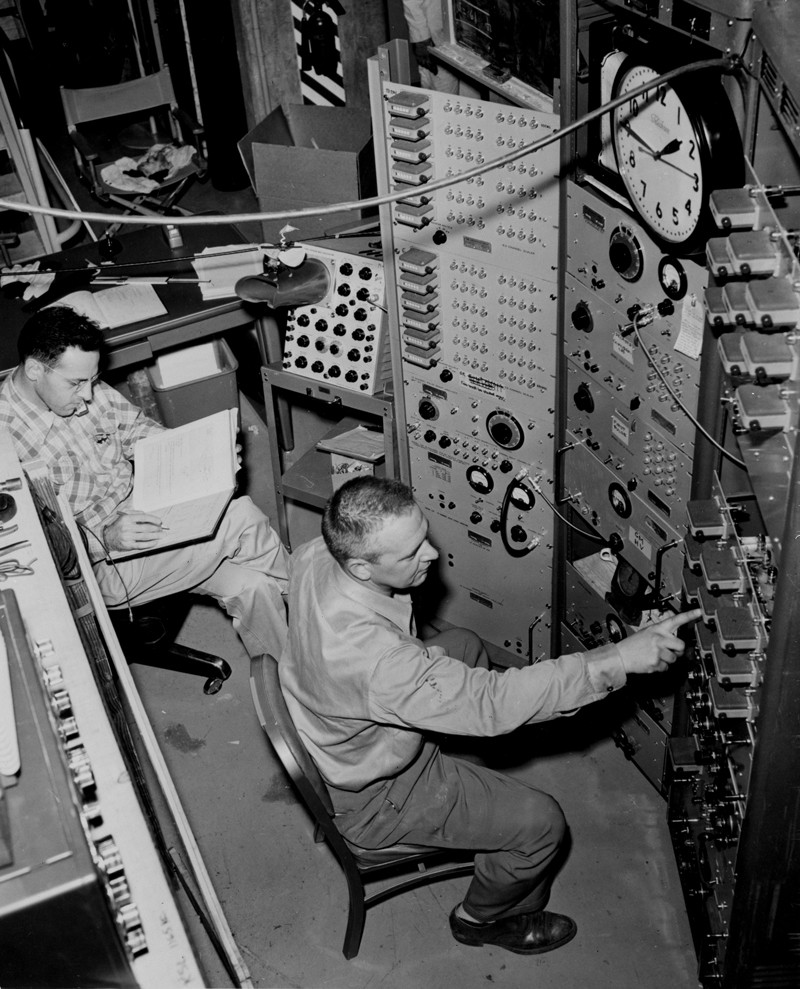
كلايد كووان

تجربة النيوترينو أو تجربة كووان-راينس لاكتشاف النيوترينو في الفيزياء (بالإنجليزية:neutrino experiment أو Cowan and Reines neutrino experiment ) أجرى تلك التجربة العالمان الفيزيائيان كلايد كووان وفريدريك راينس عام 1956. وقد أكدت تلك التجربة وجود نقيض النيوترينو أو مضاد النيوترينو، وهو جسيم أولي متعادل الشحنة الكهربية ذو كتلة قريبة من الصفر.

## تاريخ
أثناء دراسة تحلل بيتا في الثلاثينيات من القرن الماضي لوحظ أن جسيم ثالث، ذو كتلة قريبة من الصفر، وشحنته متعادلة يشترك في تحلل بيتا الذي يحدث لبعض الأنوية الذرية ولكن هذا الجسيم لم تمكن رؤيته.
وكان ذلك بسبب امتداد طاقة الإلكترون وكمية حركته الصادر أثناء تحلل بيتا للنواة. وكان السبب الوحيد لتفسير تلك الظاهرة هو اعتبار تولد جسيم غير مرئي وليست له شحنة وليست له كتلة ويصدر أثناء هذا التحلل. وبأن ذلك الجسيم المفترض يحمل الطاقة الناقصة الناتجة عن التحلل.

## احتياج التجربة
طبقا لظن وجود جسيم أولي ثالث يشترك في تحلل بيتا وسمي نقيض نيوترينو الإلكترون ({\displaystyle {\bar {\nu }}_{e}}) فقد افترض أنه يتفاعل مع البروتون لإنتاج نيوترون وبوزيترون - (البوزيترون هو نقيض الإلكترون) ، طبقا للتفاعل :
{\displaystyle {\bar {\nu }}_{e}+{\mbox{p}}^{+}\rightarrow {\mbox{n}}+{\mbox{e}}^{+}}
وسرعان ما يجد البوزيترون الناشئ إلكترونا فيفني كل واحد الآخر. وينشأ عنهما شعاعين من أشعة غاما تحمل طاقتهما ويمكن تسجيلهما. كما يمكن في نفس الوقت قياس النيوترون الناتج من التحلل عن طريق امتصاصه بنواة ذرة مناسبة، فهذا الامتصاص يصدر أيضا شعاعا من أشعة غاما.
و تزامن قياس الثلاثة أشعة الصادرة - أي قياسهم في نفس الوقت - لهو دليل على صدورهم من تحلل واحد. مما يدل على وجود نقيض النيوترينو.
وترتبط معظم ذرات الهيدروجين في جزيئات الماء ولكل واحدة نواة عبارة عن 1 بروتون. فيمكن باستخدام تلك البروتونات كأهداف للانقيض النيوترينوات التي تصدر من مفاعل نووي. ومن المعروف أن أنوية عناصر أكبر كتلة عن الهيدروجين تركيبها معقدة، حيث تحتوي النواة عندئذ على أعداد من البروتونات والنيوترونات، ولا يمكن اعتبار أن البروتون حرا فيها. (انفراد البروتون في التفاعل مع نقيض النيوترينو يسهل القياس).

## التجربة
استخدم كوون وراينيس مفاعلا نوويا طبقا لإشارة رئيس قسم الفيزياء بمعمل أبحاث لوس ألاموس البروفسسور كيلوج،
,
واستخدامه كمصدر لفيض النيوترينو بشدة 5×1013 نيوترينو في الثانية لكل سنتيمتر مربع. far higherوهذا القيض أشدكثافة عن أي مصدر آخر للنيوترينوات.
وتفاعلت النيوترينوات (طبقا للتفاعل المذكور أعلاه) مع البروتونات في خزان للماء، فأنتج نيوترونات وبوزيترونات. وانتج كل بوزيترون زمجا من أشعة غاما عند فنائه مع أحد الإلكترونات.
وقد سجلت أشعة غاما عن طريق إضافة مادة إلى الماء تصدر ضوءا عند امتصاصها لأشعة غاما scintillator.فأعطت المادة ذات خاصية الإضاءة (برق) ضوءا عن كل شعاع غاما تمتصه، وجمعت البرقات الضوئية بواسطة صمام تضخيم ضوئي.
ولكن نتائج التجربة الأولى لم تكن مقنعة تماما ففكر الفيزيائيان في تجربة ثانية. وقاما بعد النيوترونات وذلك بإضافة كلوريد الكادميوم في خزان الماء. ويتمتع الكادميوم بمقطع لامتصاص النيوترونات كبير وهو يصدر شعاع من أشعة غاما عند امتصاصه النيوترون.
{\displaystyle {\mbox{n}}+^{108}{\mbox{Cd}}\rightarrow ^{109}{\mbox{Cd}}*\rightarrow ^{109}{\mbox{Cd}}+\gamma }
يصتدم النيوترون n بنواة الكادميوم-108 فيتحول إلى كادميوم-109 ثائرة [* أي عالية الطاقة] وتتخلص النواة المثارة من طاقتها الزائدة عن طريق إطلاقها في هيئة شعاع غاما.
وضُبط جهاز القياس بحيث يسجل شعاع غاما الصادر من الكادميوم بعد مرور 5 ميكروثانية بعد تسجيل شعاعي غاما الصادران عن البوزيترون، وذلك في حالة انتمائهما لنفس التفاعل الذي أجراه النيوترينو.

## النتائج
انتقلت التجربة بعد ذلك إلى مفاعل سافانا ريفر حيث يتيح هذا المكان إمكانية حجب الأشعة الكونية المشوشرة على التفاعل عن التجربة. وكانت التجربة على بعد 11 متر من المفاعل ومحجوبة عنه بحائل سميك، وأجريت تحت الأرض على عمق 12 متر.
واستخدم الباحثان خزانين ممتلئان بالماء بحجم كلي 200 لتر من الماء وأذيب في الماء 40 كيلوجرام من كلوريد الكادميوم. وفي الحيز الموجود بين الخزانين وضعت ثلاثة طبقات من المادة المضيئة وزودت بعدد 110 صمام تضخيم ضوئي ، ويبلغ قطر المساحة الحساسة للصمام 127 مليمتر.
وبعد تجميع النتائج لمدة عدة أشهر حصل الباحثين على نحو 3 نيوترينوات في الساعة سجلهم العداد. وللتأكد من أن القياس الذي حصلوا عليه نتيجة النيوترينو، فقد قاما بقفل المفاعل وأجروا القياس مرة ثانية فكان هناك فرق في عدد القياسات الناتجة.
وقد كان تقديرهم قبل التجربة بأن مقطع التفاعل cross-section سيبلغ 6 times;10−44 سنتيمتر مربع وكان مقداره نتيجة القياس 6.3 &;10−44 سنتيمتر مربع. وقام الباحثان بنشر نتيجة تجربتهما في المجلة العلمية ساينس بتاريخ 20 يوليو 1956.
وتوفي كلايد كوان عام 1974، وحاز فريدريك راينس على جائزة نوبل للفيزياء عام 1995 عن أبحاثه عن النيوترينو.

## إنظر أيضا
- نيوترينو
- جسيمات أولية
- تحلل بيتا
- تجربة سوبر كاميوكاندي
- تذبذب النيوترينو

## مصدر
1. ↑  "The Reines-Cowan Experiments: Detecting the Poltergeist" (PDF). Los Alamos Science. ج. 25: (page 3). 1997. مؤرشف من الأصل (PDF) في 2013-02-21. اطلع عليه بتاريخ 2009-10-20.
2. ↑  Griffiths, David J. (1987). Introduction to Elementary Particles. Wiley, John & Sons, Inc. ISBN 0-471-60386-4.
3. ↑  
C.L Cowan Jr., F. Reines, F.B. Harrison, H.W. Kruse, A.D McGuire (20 يوليو 1956). "Detection of the Free Neutrino: a Confirmation". Science. ج. 124 ع. 3212: 103. DOI:10.1126/science.124.3212.103.{{استشهاد بدورية محكمة}}:  صيانة الاستشهاد: أسماء متعددة: قائمة المؤلفين (link)
4. ↑  Winter، Klaus (2000). Neutrino physics. Cambridge University Press. ص. 38ff. مؤرشف من الأصل في 2021-04-18.
This source reproduces the 1956 paper.
5. ↑  "The Nobel Prize in Physics 1995". Nobelprize.org. مؤرشف من الأصل في 2018-06-30. اطلع عليه بتاريخ 2010-06-29.